# Andreas Calvos
Pour les articles homonymes, voir Calvos.
Œuvres principales
- La Lyre patriotique de la Grèce

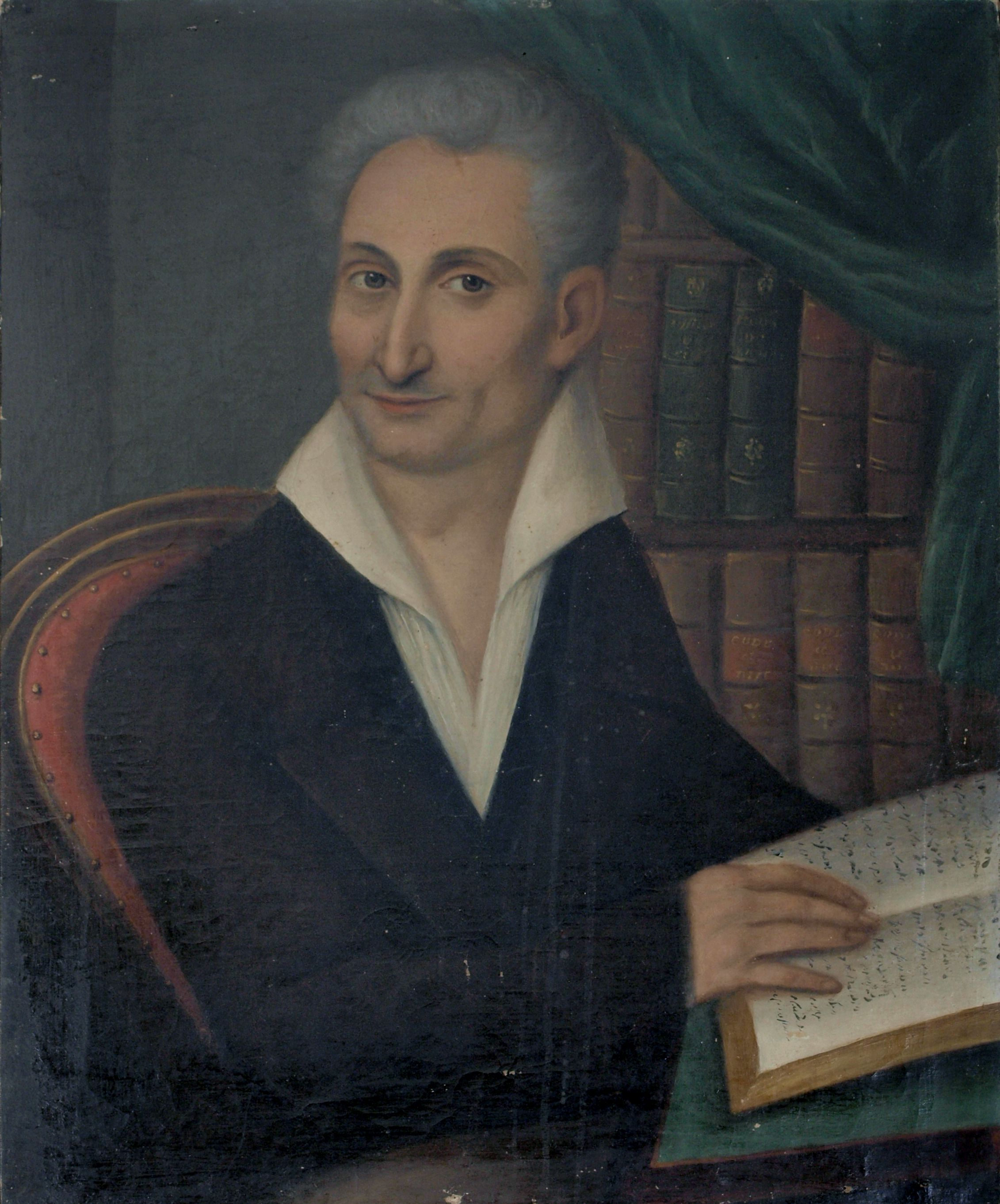
Kalvos dans son seul portrait.

Andreas Calvos (en grec : Ανδρέας Κάλβος / Andréas Kálvos) (Zante, 1792 - Keddington, Royaume-Uni, 3 novembre 1869), est un poète grec, contemporain de Dionýsios Solomós et l'un des plus grands écrivains grecs du XIXe siècle. Son œuvre fut popularisée vingt ans après sa mort par Kostís Palamás, qui vit en lui l'un des précurseurs de la poésie moderne.

## Biographie

### Jeunesse

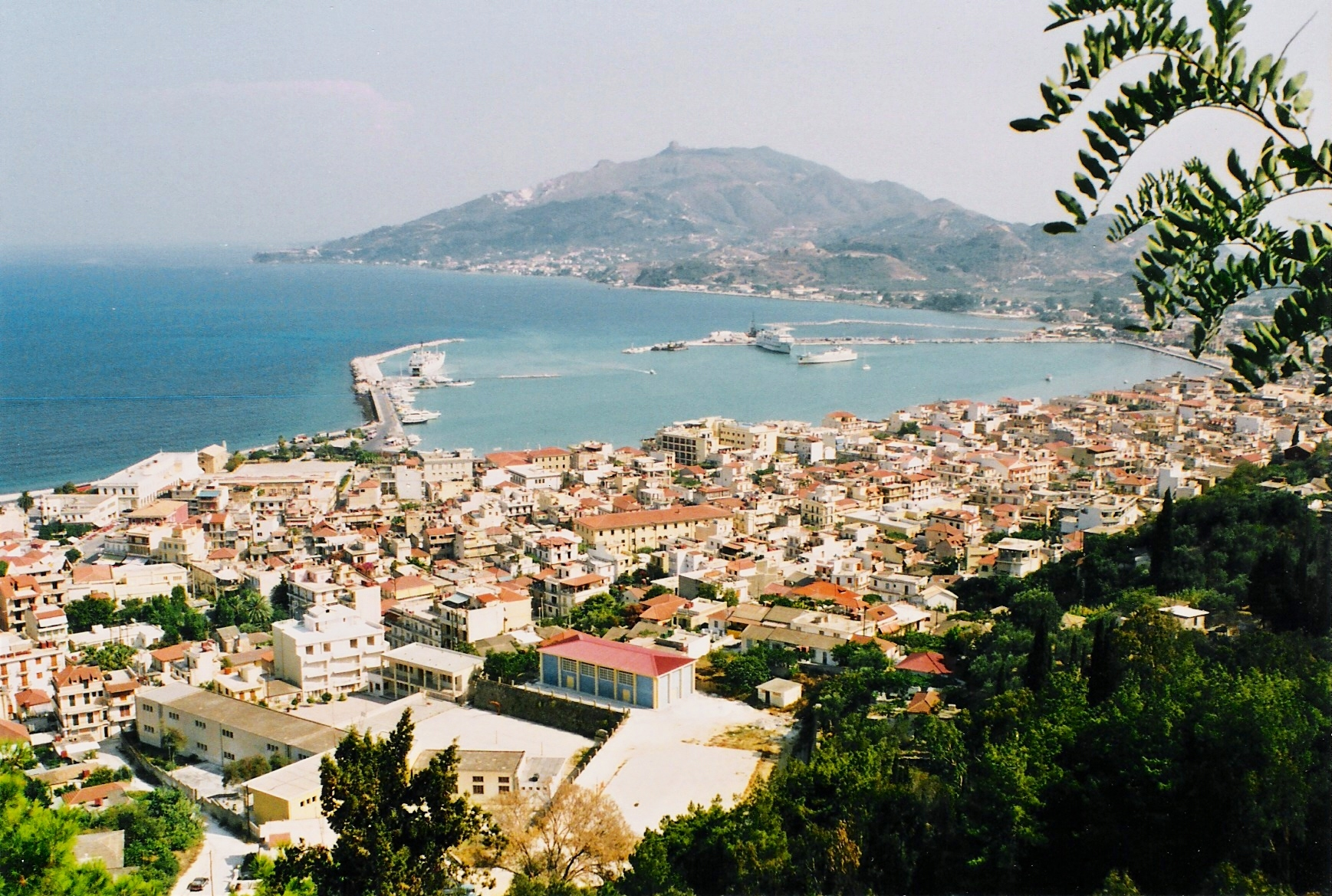
Zakynthos, ville de naissance de Calvos.

Andréas Calvos est né en 1792 sur l'île de Zante d'une mère issue d'une famille aristocratique (Andriani Roukani) et d'un père (Ioannis Calvos) décrit comme un aventurier au service de Venise. En 1802, son père quitta sa femme et s'installa avec ses deux fils, Andréas et le jeune Nikoláos, à Livourne, afin de pouvoir fournir à Andréas une meilleure éducation. Là, Andréas étudia la littérature grecque et les Antiquités grecque et latine.
À Livourne, il écrit son premier poème, Hymne à Napoléon, un texte pacifiste dont le reniement qu'il en fera plus tard est l'unique trace subsistante, puisque le poème lui-même n'a pas été conservé. À cette époque il vit quelques mois à Pise, où il travaille comme clerc, puis s'installe à Florence, le centre de la vie intellectuelle et artistique de l'époque. Son père meurt en 1812, et les finances du jeune Calvos traversent une période difficile.

### Rencontre avec Foscolo

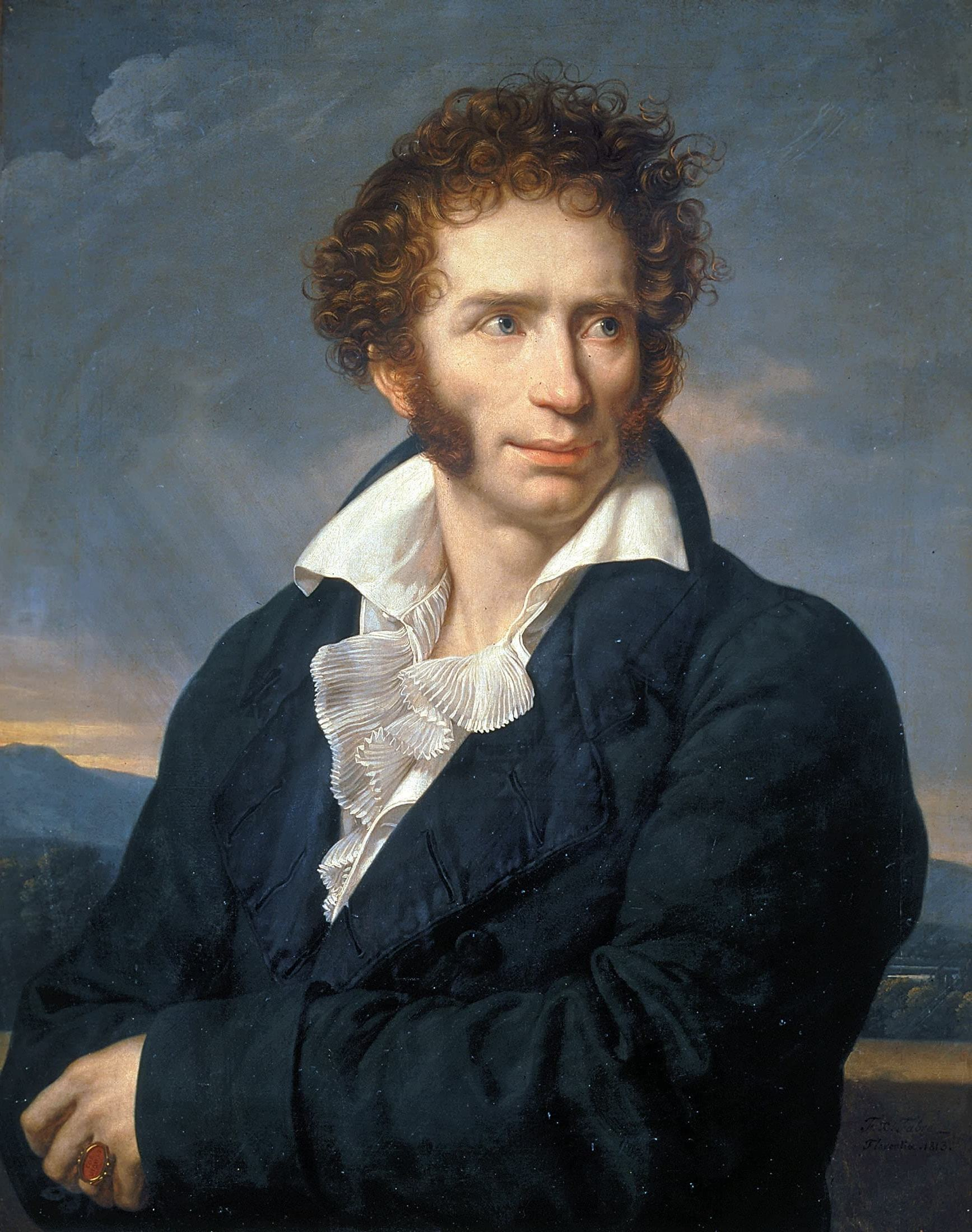
Ugo Foscolo, compatriote, ami et mentor de Calvos.

Au cours de l'année 1812, il rencontre Ugo Foscolo, le poète et érudit italien le plus reconnu de l'époque, originaire comme lui de Zante. Foscolo l'accepte comme son secrétaire, et lui fournit une place comme précepteur de l'un de ses protégés. Foscolo lui enseigne personnellement le néoclassicisme, les idéaux antiques, et le libéralisme politique. En 1813, Calvos écrit trois tragédies en italien : Théramène, les Danaïdes et Hippias. Il compose également quatre monologues dramatiques, dans le style néoclassique.
À la fin de 1813, Foscolo s'exile à Zurich pour des raisons politiques. Calvos l'y rejoint en 1816, et y apprend la mort de sa mère, ce qui l'attriste profondément comme on le voit dans son Ode à la Mort. Il compose également, à partir de 1814, l’Ode aux Ioniens.
À la fin de 1816, les deux poètes s'établissent en Angleterre. Leur collaboration continue jusqu'en février 1817, où leur amitié ne survit pas aux démonstrations de leur caractère irritable et amer. Calvos gagne sa vie en donnant des leçons d'italien et en traduisant des livres religieux italiens et grecs. En 1818-1819, il donne des conférences sur la prononciation correcte du grec ancien. Il rédige et publie une grammaire grecque moderne, une méthode d'apprentissage de l'italien en 4 volumes et conseille la syntaxe d'un dictionnaire anglais-grec.
Il va à Paris (d'où il est expulsé pour Carbonarisme) et à Genève, où il fréquente les milieux maçonniques autour de Filippo Buonarroti.
De retour en Angleterre, en mai 1819 il épouse Theresa Thomas qui meurt un an plus tard. Une histoire d'amour simultanée avec son élève Susan Ridout s'avère également un échec, et on lui attribue une tentative de suicide à cette époque. Il quitte l'Angleterre au début de 1820.
Comme Foscolo, initié dans la loge "Reale Amalia Augusta" de Brescia, Calvos fut franc-maçon, initié dans la loge genevoise "Les Amis Sincères" de Buonarroti en 1823.

### Publication des Odes et retour en Grèce

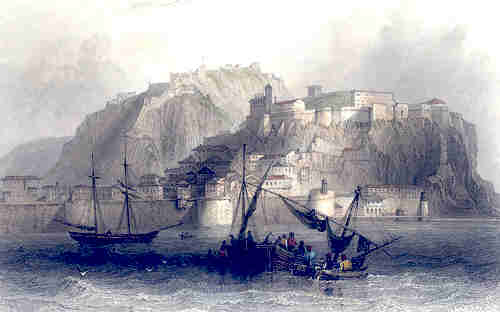
Nauplie, siège du premier gouvernement grec indépendant.

En septembre 1820, en route pour Florence, il s'arrête quelque temps à Paris. Il est impliqué dans le mouvement des Carbonari et est arrêté et expulsé le 23 avril 1821. Il se retire à Genève, et trouve un soutien dans le cercle philhellène de la ville. Il travaille à nouveau en tant que professeur de langues étrangères, tout en publiant une édition commentée de l'Iliade, qui n'est cependant pas couronnée de succès.
Emporté par l'enthousiasme du début de la guerre d'indépendance grecque, il publie, en 1824, la première partie de ses poèmes grecs, La Lyre patriotique de la Grèce (Λύρα), un recueil de dix odes. Presque immédiatement, la publication des odes traduites en français par Stanislas Julien trouve un accueil très favorable. Au début de 1825, Calvos revient s'installer à Paris où, un an plus tard, il publie dix autres Odes nouvelles (Λυρικά), avec l'aide financière des philhellènes, traduites par Guillaume Pauthier.

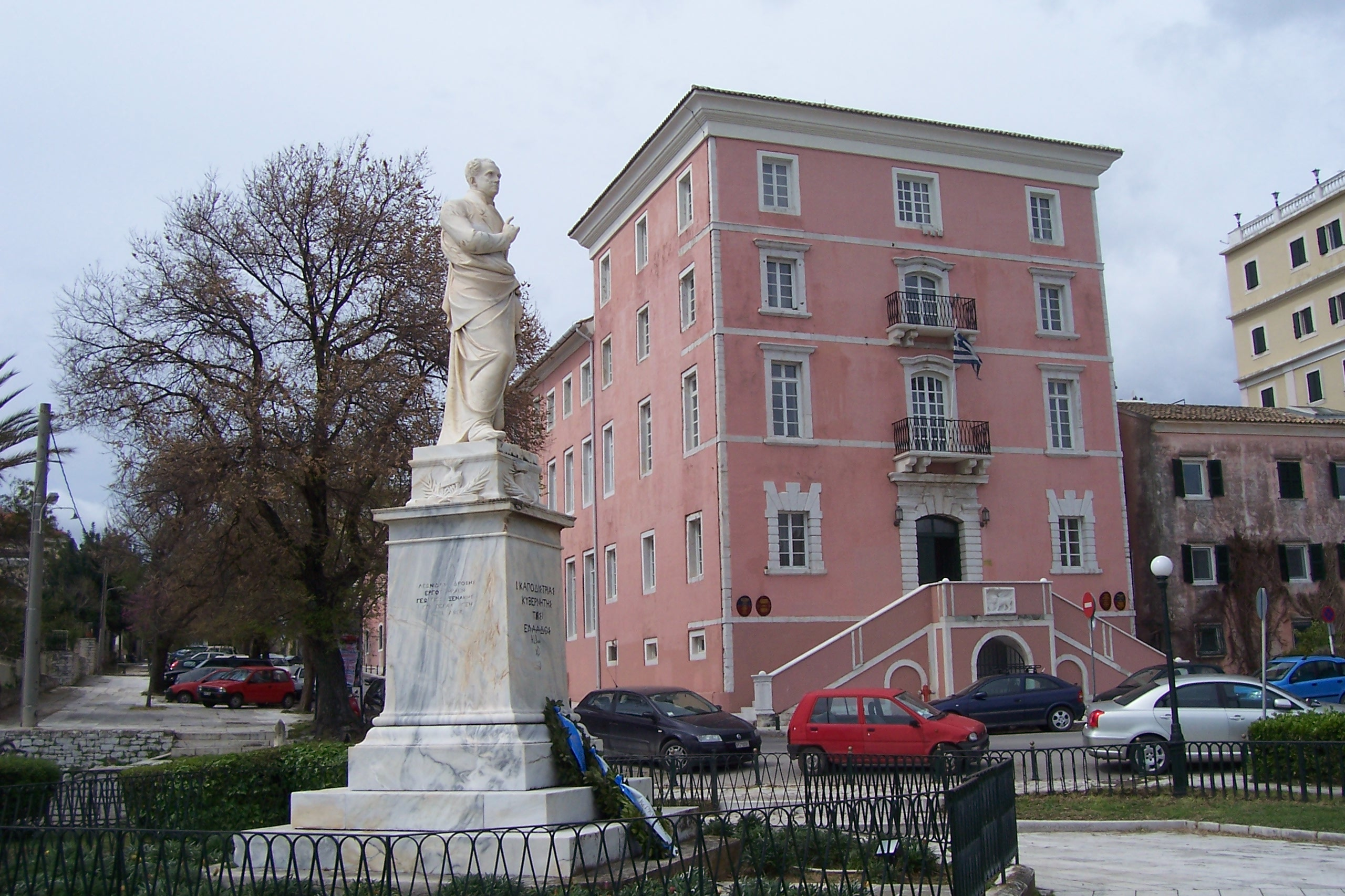
L'Académie ionienne à Corfou, où Calvos fut professeur.

À la fin de juillet 1826, il se rend à Nauplie. Il est cependant déçu par les querelles nationales en cours et par l'indifférence de la population envers lui et son travail. En août de la même année, il se rend à Corfou, où il enseigne comme précepteur à l'Académie ionienne, avant d'y être nommé professeur en 1836. Il est directeur du Collège Ionien (Κερκυραϊκό Γυμνάσιο) au cours de l'année 1841, succédant à Francesco Orioli (it), mais il démissionne à la fin de l'année; il écrit également dans la presse locale.
Pendant de nombreuses années, Calvos et Dionýsios Solomós vivent tous les deux à Corfou, mais ne semblent pas avoir de relation l'un avec l'autre. Cela est probablement dû à son caractère fantasque, auquel contribue le manque de reconnaissance dans son pays natal.

### Fin de sa vie
À la fin de 1852, Calvos quitte Corfou et s'établit à Keddington près de Louth dans le Lincolnshire, en Angleterre, où il épouse Charlotte Wadans un an après son arrivée. Son épouse tient une école privée où Calvos enseigne pendant de longues années. Il meurt dans cette petite ville le 3 novembre 1869. C'est le poète et ambassadeur de Grèce à Londres, Georges Séféris, qui s'attacha, en 1960, à retrouver sa sépulture, à rapatrier ses cendres sur son île natale de Zante et à inaugurer un monument en mémoire de Calvos à Louth.

## Œuvre
Son œuvre poétique se limite à vingt odes d'inspiration patriotique, La Lyre qui fut immédiatement traduite à Paris, et les Odes nouvelles qui y furent directement publiées. S'ensuit un silence de près de quarante-trois ans.
Il y réutilise la prosodie antique, mais brise le vers de quinze syllabes en deux hémistiches et se libère du « barbarisme des rimes » ce qui le fera reconnaître comme un précurseur par les poètes grecs modernes tels Kostís Palamás et Odysséas Elýtis.
Son vocabulaire mêle termes anciens et modernes, savants comme populaires, en un ensemble hétérogène. La rhétorique archaïsante et l'omniprésence de références mythologiques contrastent fortement avec l'œuvre de Solomos et son sens de la langue. Certaines images sont fulgurantes, mais le rythme néoclassique inspiré de la prosodie antique fragmente l'intensité poétique en un résultat hétérogène. Georges Séféris parle ainsi des « intermittences » de Calvos, qui constituent la limite de son œuvre inspirée.

## Sources
- (el) « Biographie et œuvres de Calvos » (consulté le 4 septembre 2010)
- (el) « Biographie de Calvos » (version du 27 juin 2006 sur Internet Archive)
- (el) Themos Rodanthis, Présentation générale et biographique des poètes et des romanciers : avec une analyse des œuvres majeures [« Γενικά στοιχεία λογοτεχνίας και βιογραφίες ποιητών και πεζογράφων - Με αναλύσεις των κυριότερων έργων τους »], Knossos,‎ 1981, 366 p.
- (fr) Michelle Bouvier-Bron, "Le séjour du poète grec André Calvos à Genève et Lausanne". The Historical Review/La Revue Historique, 2007. Vol. 4, p. 7-31.
- (el) Encyclopédies Μαλλιάρης Παιδεία, Υδρία, Δομή et Πάπυρος Larousse Britannica

- (en) Cet article est partiellement ou en totalité issu de l’article de Wikipédia en anglais intitulé « Andreas Kalvos » (voir la liste des auteurs).